# 陳穎 (作家)
鄭智全（1980年—2016年3月14日），筆名陳穎、ottocat，聯合新聞網《運動大聯盟》特約作家，曾撰寫關於台灣棒球、中華職棒等相關評論。

## 生平
陳穎過去原本在痞客邦開部落格發表關於棒球的評論，後加入海王星網路媒體科技運動網站《運動視界》。在《運動視界》發表達462篇評論，累積點閱率亦高達一百五十多萬，排名全站歷史第2。也曾登上《智富月刊》和《電腦王雜誌》的專訪。與楊蕙如為好友，經常用MSN Messenger聊棒球、籃球等。
陳穎常出現在台中棒球場，也是台灣棒球維基館的重要寫手，協助提供台灣棒球維基館非常多資料。如針對兄弟象想要網羅PTT名人唐伯屹的事件，他提出質疑及查證，使兄弟象發現唐伯屹經歷有誇大之嫌，最後不聘用。另外後續涉及職棒簽賭案件的九禾龍、米迪亞暴龍，他也都是很早就提出質疑。
陳穎是中華民國維基媒體協會創始會員之一，在維基百科上的帳號是「子毓貓」，在PTT上的帳號是「ZenUp（路過的貓）」，亦是常在PTT棒球板發文的資深鄉民。
2016年3月14日早晨，陳穎因腦幹出血過世，享年36歲，生前最後一篇文章為2016年3月13日發表的僅花半年便建構完成的中信兄弟黃金打線。陳穎去世後，有球迷想要弔唁，其親人在PTT棒球板留言表示：基於兄長低調個性，與父母討論後，婉拒親友以外的弔唁。

## 外部連結
- OttoCat棒球新聞雜記 :: 痞客邦 PIXNET :: （页面存档备份，存于）
- 聯合新聞網陳穎文章列表 （页面存档备份，存于）
- 臉書台灣維基社群-中華民國維基媒體協會祕書長發言 （页面存档备份，存于）